# Roma Pallavolo 2008-2009
Questa voce raccoglie le informazioni riguardanti la Roma Pallavolo nelle competizioni ufficiali della stagione 2008-2009.

## Organigramma societario
Area direttiva
- Presidente: Mario Mattioli

Area tecnica
- Allenatore: Lorenzo De Gregoriis
- Allenatore in seconda: Giuseppe Malena
- Scout man: Daniela Di Domenico

Area sanitaria
- Medico: Giovanni Maria Consolo, Antonella Ricci
- Fisioterapista: Christian Collecchia
- Preparatore atletico: Lorenzo De Gregoriis

## Rosa
| N° | Nome                  | Ruolo | Data di nascita  | Nazionalità sportiva |
| -- | --------------------- | ----- | ---------------- | -------------------- |
| 1  | Viviana Corvese       | C     | 28 maggio 1978   | Italia               |
| 2  | Vanessa De Oliveira   | S     | 24 febbraio 1984 | Brasile              |
| 3  | Valentina Scognamillo | L     | 13 marzo 1988    | Italia               |
| 4  | Elena Drozina         | P     | 15 giugno 1978   | Italia               |
| 6  | Silvia Fanella        | S     | 8 ottobre 1983   | Italia               |
| 8  | Chiara Carminati      | C     | 27 marzo 1986    | Italia               |
| 9  | Mari Mendes           | S     | 13 gennaio 1984  | Brasile              |
| 10 | Laura Saccomani       | S     | 8 ottobre 1991   | Italia               |
| 11 | Morena Marazza        | P     | 7 aprile 1977    | Italia               |
| 15 | Valeria Marletta      | C     | 11 maggio 1976   | Italia               |
| 16 | Daniela Scarpellino   | S     | 24 aprile 1980   | Italia               |
| 17 | Valentina Cozzi       | L     | 20 gennaio 1985  | Italia               |